# Ida Jessen
Ida Jessen (Gram, 25 settembre 1964) è una scrittrice e traduttrice danese, nota in particolare per la cosiddetta trilogia Hvium (anni 2000); nominata per il Premio letterario del Consiglio nordico, ha vinto diversi premi per il suo lavoro tra cui il Premio Acerbi nel 2019 per Una nuova epoca.

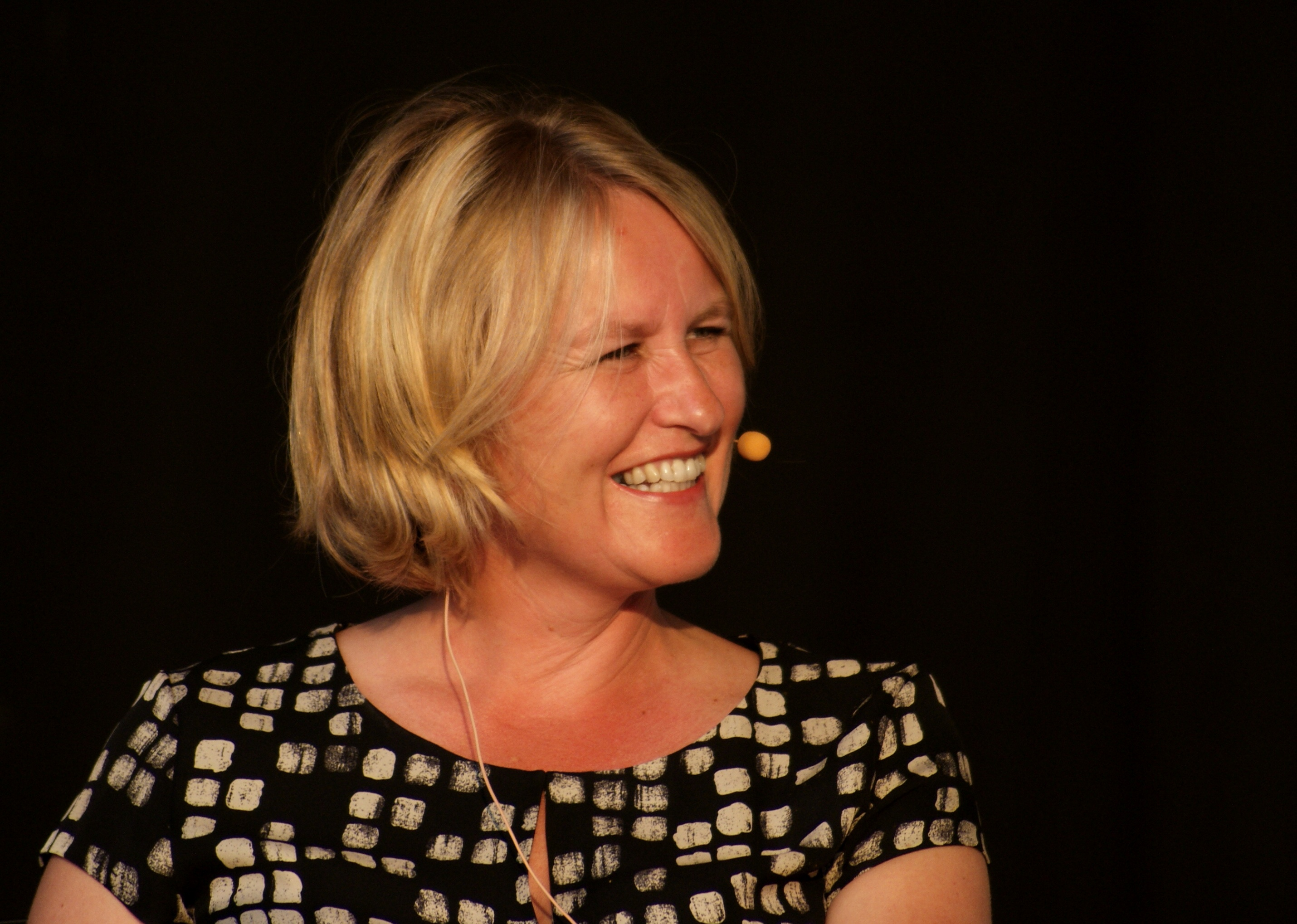
Ida Jessen nel 2010

È anche la traduttrice delle raccolte di racconti del premio Nobel Alice Munro sulle comunità di piccole città del Canada.

## Biografia
Ida Jessen è originaria dello Jutland meridionale, dove è cresciuta a Thyregod. Ha un master in storia letteraria e comunicazione di massa conseguito presso l'Università di Aarhus nel 1990. Ha debuttato nel 1989 come scrittrice con la raccolta di racconti Under sten.
All'inizio della sua carriera, Jessen scriveva principalmente racconti e libri per bambini. Nel 1998 è uscito il primo romanzo per adulti, Vandpaladset, e nel 2001 ha pubblicato il primo volume della cosiddetta trilogia di Hvium, che l'avrebbe resa popolare. Il primo volume si intitola Den der lyver ed è stato seguito nel 2006 da Det først jeg thinker on e nel 2009 da Børnene. La trilogia prende il nome da Hvium, la città immaginaria del Limfjord, dove si svolge la vicenda.  Ha ricevuto il premio letterario della BG Bank nel 2006 per La prima cosa a cui penso  e De Gyldne Laurbær nel 2010 per I bambini. Da allora la trilogia è stata seguita dal sequel indipendente Telephone (2018).
All'inizio scriveva principalmente della vita nelle piccole comunità di villaggio, ma nel 2016 ha pubblicato per la prima volta un romanzo storico, En ny tid, a cui ha fatto seguito Gli anagrammi di Doktor Bagge (2017). Nel 2020 è stato pubblicato Kaptajnen e Ann Barbara.  È stato trasformato in un film dal titolo Bastarden, con Mads Mikkelsen nel ruolo principale e presentato alla Mostra del cinema di Venezia nel 2023.
Secondo lei, la sua ispirazione proviene principalmente da grandi scrittori nordici come Tom Kristensen, Knut Hamsun, William Heinesen e Selma Lagerlöf.

## Opere selezionate
- Den der lyver (2001)
- Det første jeg tænker på (2006)
- Børnene (2009)
- En ny tid[7][8] (2015), traduzione italiana Una nuova epoca, traduzione di Bruno Berni, Scritturapura, Asti 2017
- Kaptajnen og Ann Barbara (2020) [9]

## Premi e riconoscimenti
- 2009 - Søren Gyldendal Prize
- 2009 - De Gyldne Laurbær

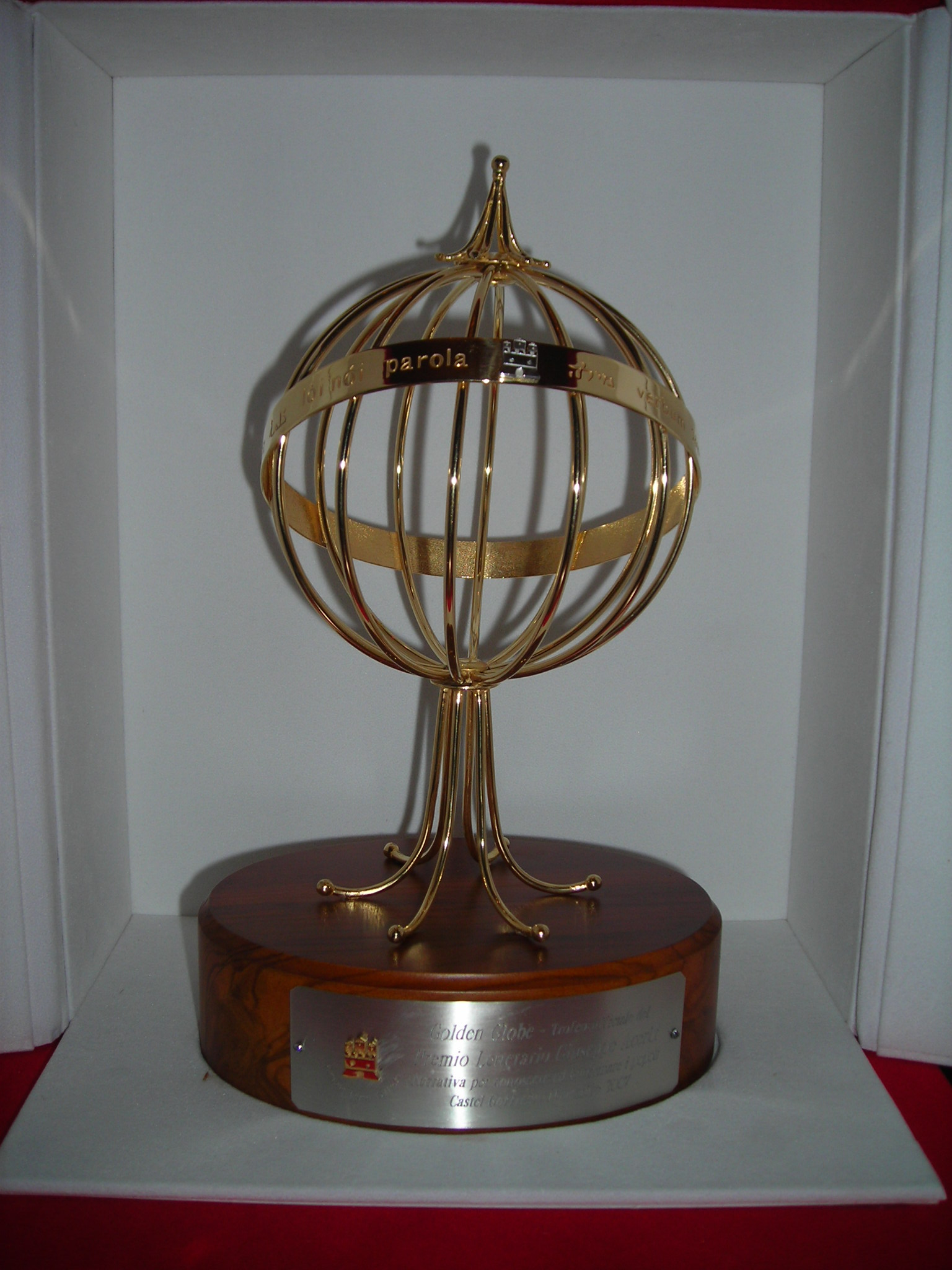
Premio letterario Giuseppe Acerbi.

- 2019 - Premio letterario Giuseppe Acerbi per il romanzo Una nuova epoca[10]